# Hildegard Alex

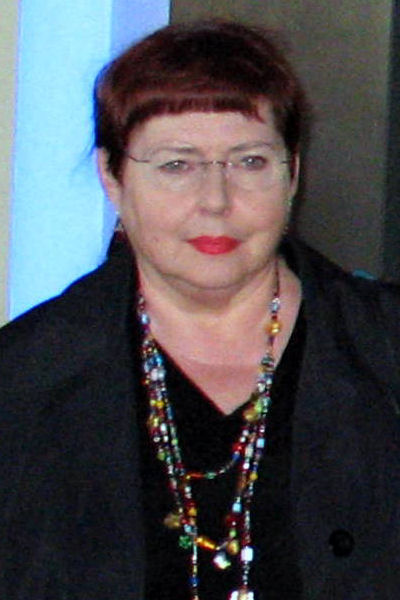
Hildegard Alex (2007)

Hildegard Alex (* 7. Januar 1942 in Teplitz-Schönau, Reichsgau Sudetenland) ist eine deutsche Schauspielerin und Hörspielsprecherin.

## Leben

### Frühe Jahre und Privates
Hildegard Alex wuchs in der Lutherstadt Wittenberg auf. Ihre Schauspielausbildung an der Hochschule für Schauspielkunst „Ernst Busch“ Berlin beendete sie 1962 mit dem Diplom. Ab Mitte der 1960er Jahre gehörte sie zum festen Ensemble an der Berliner Volksbühne, wo sie sich als Charakterdarstellerin profilierte.
Hildegard Alex war einige Jahre lang mit dem Schauspieler Hans-Peter Reinecke verheiratet.

### Film, Fernsehen und Hörspiel
Nach Beendigung ihrer Schauspielausbildung war Alex in zahlreichen Film- und Fernsehproduktionen zu sehen. 1962 gab sie ihr Filmdebüt in der Hauptrolle der Eva unter der Regie von Hans Krebs in dem Fernsehfilm Das hat mit Liebe nichts zu tun. Ihr Leinwanddebüt hatte sie 1968 in dem Schwarz-Weiß-Streifen 12 Uhr mittags kommt der Boß von Siegfried Hartmann. 1973 war sie in der DEFA-Literaturverfilmung Unterm Birnbaum nach Theodor Fontane in einer Nebenrolle als Frau Konicke zu sehen. 1977 spielte sie neben Sonja Hörbing und Birgit Edenharter eine der drei titelgebenden Töchter von Herbert Köfer in Eberhard Schäfers Fernsehkomödie Drei Töchter – Armer Vater. 1979 wurde sie von Manfred Mosblech als Oberschwester Marianne in dem Jugenddrama Marta, Marta an der Seite von Marijam Agischewa und Otto Mellies besetzt. Mehrfach trat sie in den Episoden der Fernsehreihen Polizeiruf 110 und Der Staatsanwalt hat das Wort in Erscheinung. Daneben wirkte sie mehrfach in den 1980er-Jahren in der Fernsehserie Schauspielereien, in der sie pro Folge in mehrere Rollen gleichzeitig schlüpfte.
Nach der Wende konnte Alex nahtlos an ihre Erfolge in der DDR anknüpfen. In den 1990er-Jahren hatte sie Gastspiele am Burgtheater Wien und am Schauspielhaus Hamburg. 1995 stand sie gemeinsam mit Herbert Köfer im Theater „Schlossgarten“ in Arnstadt für das Lustspiel Die Bratpfannenstory als Ärztin Dr. Carmen Funke auf der Bühne. Daneben war Alex auch weiterhin in Film und Fernsehen aktiv. 1994 hatte sie neben Gerit Kling in der ARD-Serie Die Gerichtsreporterin als Maria Bender eine feste Serienrolle. 1995 und 1996 war sie als Frau Engel in neun Episoden der Sat.1-Krankenhausserie Für alle Fälle Stefanie zu sehen. Von 2001 bis 2008 war sie in der Fernsehserie Die Anstalt – Zurück ins Leben in der Rolle der Marianne Richter zu sehen. 2006 übernahm sie in Hans-Christoph Blumenbergs dreiteiligem Dokudrama Die Kinder der Flucht an der Seite von Eva-Maria Hagen die Rolle der Freundin Ursula und spielte in einer Nebenrolle in Ulrich Königs Weihnachtskomödie Hilfe, meine Tochter heiratet. Eine ähnlich gelagerte Rolle hatte sie 2008 als Haushälterin Hilde im Weihnachts-Episodenfilm Wenn wir uns begegnen von Sigi Rothemund. Im gleichen Jahr war sie unter der Regie von Thomas Berger in dem historischen Sat.1-Fernsehzweiteiler Wir sind das Volk – Liebe kennt keine Grenzen zu sehen. Sie wirkte als Schauspielerin vor der Kamera bis zum Jahr 2013 in über 80 Film-und-Fernsehproduktionen mit.
Alex betätigte sich auch als Synchronsprecherin und als Hörspielsprecherin. Ab 1974 wirkte sie kontinuierlich in zahlreichen Hörspielproduktionen für den Rundfunk der DDR mit. Sie war insgesamt an 150 Hörspielen beteiligt.

## Theater
- 1966: Jean Anouilh: Jeanne oder die Lerche (Jeanne) – Regie: Hans-Joachim Martens (Volksbühne Berlin)
- 1967: Helmut Baierl: Mysterium Buffo – Variante für Deutschland (Unreine) – Regie: Wolfgang Pintzka (Volksbühne Berlin)
- 1967: Friedrich Schiller: Kabale und Liebe (Luise) – Regie: Hans-Joachim Martens (Volksbühne Berlin)
- 1968: Arthur Fauquez: Barbarossa und die Sonnenblumeninsel (Bäuerin) – Regie: Ottofritz Gaillard (Volksbühne Berlin)
- 1971: Carlo Gozzi: König Hirsch (Clarisse) – Regie: Benno Besson/Brigitte Soubeyran (Volksbühne Berlin)
- 1973: Denis Diderot: Rameaus Neffe (Serviererin) – Regie: Brigitte Soubeyran/Ernstgeorg Hering/Helmut Straßburger (Volksbühne Berlin – Sternfoyer)
- 1974: Francisco Pereira da Silva: Speckhut (Richterserau) – Regie: Manfred Karge/Matthias Langhoff (Volksbühne Berlin)
- 1974: Christoph Hein: Schlötel oder Was solls – Regie: Manfred Karge/Matthias Langhoff (Volksbühne Berlin)
- 1974: István Örkény: Katzenspiel (Frau Orbans Tochter) – Regie: Brigitte Soubeyran (Volksbühne Berlin)
- 1980: Georg Kaiser: Von morgens bis mitternachts (Maske mit Holzbein) – Regie: Uta Birnbaum (Volksbühne Berlin)
- 1987: Alfred Döblin: Berlin Alexanderplatz (Hure) – Regie: Ernstgeorg Hering/Helmut Straßburger (Volksbühne Berlin)
- 2025: Christoph Marthaler/Jürg Laederach: Wachs oder Wirklichkeit (Volksbühne Berlin)

## Filmografie

### Filme
- 1962: Das hat mit Liebe nichts zu tun
- 1967: Geheimcode B/13 (Vierteiler)
- 1968: Die Sanften vom Don
- 1968: 12 Uhr mittags kommt der Boß
- 1973: Unterm Birnbaum
- 1974: Nachtasyl
- 1976: Abschied von Gabriele
- 1977: Drei Töchter – Armer Vater
- 1977: Camping-Camping
- 1977: Die Verführbaren
- 1978: Rotschlipse
- 1979: Der Menschenhasser (Theateraufzeichnung)
- 1979: Marta, Marta
- 1981/1988: Jadup und Boel
- 1982: Benno macht Geschichten (Zweiteiler)
- 1982: Die Nacht mit Friedemann
- 1983: Im Spiegel
- 1983: Der Mann und sein Name
- 1984: Immer, wenn Lehmann kommt
- 1984: Ich liebe Victor
- 1985: Wer ist denn Wuttke?
- 1986: Freitag, der Achte
- 1986: Der Hut des Brigadiers
- 1987: Die Alleinseglerin
- 1989: Der Bruch
- 1990: Lasst mich doch eine Taube sein
- 1990: Himmelblaue Augen
- 1990: Garantiert ungestört
- 1995: Die Bratpfannenstory
- 1999: Klemperer – Ein Leben in Deutschland (Sechsteiler)
- 2006: Hilfe, meine Tochter heiratet
- 2007: Max Minsky und ich
- 2008: Wenn wir uns begegnen

### Fernsehserien- und reihen
- 1972: Der Staatsanwalt hat das Wort: Der illegale Projektant
- 1974: Der Staatsanwalt hat das Wort: Das Gartenfest
- 1977: Polizeiruf 110: Die Abrechnung
- 1978: Der Staatsanwalt hat das Wort: Der Kurschatten (TV-Reihe)
- 1978: Polizeiruf 110: Die letzte Chance (TV-Reihe)
- 1980/1990: Der Staatsanwalt hat das Wort: Risiko
- 1980: Polizeiruf 110: In einer Sekunde
- 1980–1988: Schauspielereien (3 Folgen)
- 1981: Polizeiruf 110: Der Teufel hat den Schnaps gemacht
- 1982: Polizeiruf 110: Der Unfall
- 1983: Der Staatsanwalt hat das Wort: Verlorene Zeit
- 1984: Familie Neumann (Folge Der prima Kumpel Willi/Pumpe und Petroleum)
- 1986: Neumanns Geschichten (Folge Party mit Musik/Gleiche Zeit - Gleicher Tisch/Eifersucht und Trainingsanzug)
- 1988: Polizeiruf 110: Der Mann im Baum
- 1988: Polizeiruf 110: Flüssige Waffe
- 1990: Polizeiruf 110: Abgründe
- 1994: Immenhof (Folge Weiche Landung)
- 1994: Liebling Kreuzberg (Folge Weiche Landung)
- 1994: Die Gerichtsreporterin (5 Folgen)
- 1994: Wir sind auch nur ein Volk (Folge Der empfindliche Bruder)
- 1996: Mona M. – Mit den Waffen einer Frau (Folge Todesfalle)
- 1999: Salto Kommunale (Folge Tote Seelen)
- 2001: Der Landarzt (Folge Der Neue)
- 2001–2003: SOKO Leipzig (6 Folgen)
- 2001–2008: Die Anstalt – Zurück ins Leben (15 Folgen)
- 2005: In aller Freundschaft (Folge Versprechungen)
- 2005: Adelheid und ihre Mörder (Folge Leichenwagen)
- 2006: Polizeiruf 110: Kleine Frau
- 2006–2012: SOKO Wismar (verschiedene Rollen, zwei Folgen)
- 2008: Tierärztin Dr. Mertens (Folge Gefährliche Nachbarn)
- 2013: SOKO Stuttgart (Folge Die Cremeprinzessin)

## Hörspiele
- 1974: Lia Pirskawetz: Vox Humana (Frau Kalis) – Regie: Fritz Göhler (Hörspiel – Rundfunk der DDR)
- 1978: Ingrid Hahnfeld: Vom Aberheiner – Regie: Achim Scholz (Kinderhörspiel – Rundfunk der DDR)
- 1979: Michail Schatrow: Blaue Pferde auf rotem Gras (Saposhnikowa) – Regie: Peter Groeger (Hörspiel – Rundfunk der DDR)
- 1981: Theodor Storm: Pole Poppenspäler – Regie: Norbert Speer (Kinderhörspiel – Rundfunk der DDR)
- 1982: Gisela Richter-Rostalski: Markos Geldschein – Regie: Norbert Speer (Kinderhörspiel – Rundfunk der DDR)
- 1982: Rolf Wohlgemuth: Auf der Schaukel – Regie: Werner Grunow (Hörspiel – Rundfunk der DDR)
- 1982: Johann Wolfgang von Goethe: Stella – Regie: Fritz Göhler (Hörspiel – Rundfunk der DDR)
- 1987: Theodor Fontane: Frau Jenny Treibel (Helene) – Regie: Werner Grunow (Hörspiel – Rundfunk der DDR)
- 1987: Erich Kästner: Fabian oder Der Gang vor die Hunde (Frau Holfeld) – Regie: Joachim Staritz (Hörspiel – Rundfunk der DDR)
- 1989: Peter Brasch: Santerre (Bauer/Bürger/Aristokrat) – Regie: Joachim Staritz (Hörspiel – Rundfunk der DDR)
- 1989: Gerhard Rentzsch: Szenen vom Lande – Regie: Karlheinz Liefers (Hörspielreihe: Augenblickchen Nr. 1 – Rundfunk der DDR)
- 1989: Hans Lucke: Der Hund mit der grünen Nase (Direktorin) – Regie: Eveline Fuhrmeister (Kinderhörspiel/Kurzhörspiel – Rundfunk der DDR)
- 1989: Astrid Rösel: Picknick mit einem Toten (Mrs. Swinglay) – Regie: Detlef Kurzweg (Hörspiel – Rundfunk der DDR)
- 2003: Dylan Thomas: Unter dem Milchwald (Erste Frau) – Regie: Götz Fritsch (Hörspiel – MDR)